# Eric Erlandson
Eric Theodore Erlandson (Los Angeles, 9 gennaio 1963) è un chitarrista e compositore statunitense.

## Biografia

### Primi anni
Erlandson è nato ad Hollywood in Sunset Boulevard e cresciuto a San Pedro, California. Le sue origini sono svedesi, tedesche ed irlandesi. Durante gli anni del college ha lavorato nella catena di negozi di dischi "Licorice Pizza".
Nei primi anni con le Hole lavorava per la Capitol Records, dove gestiva i diritti d'autore di Paul McCartney, Tina Turner e vari altri artisti.

### Carriera
Dal 1989 al 2002 è stato chitarrista e autore del gruppo alternative rock delle Hole. Insieme a Courtney Love e Lisa Roberts ha fondato la band, incidendo nel 1991 il primo disco Pretty on the Inside con una nuova line up formata dalla nuova bassista Jill Emery e dalla batterista Caroline Rue. Successivamente la Rue e la Emery lasciarono il gruppo sostituite rispettivamente da Patty Schemel e Kristen Pfaff.
Nel periodo 1996-1997 durante il periodo sabbatico delle Hole ha partecipato ad un progetto pararallelo, formando un gruppo rock chiamato Rodney & the Tube Tops terminato poco dopo, di cui faceva parte anche Thurston Moore dei Sonic Youth, realizzando il singolo I Hate the 90's.
Nel 2002, a seguito dello scioglimento del suo gruppo storico, Erlandson ha collaborato con altri artisti, scrivendo brani con l'attrice Bijou Phillips e suonando la chitarra nel brano Would If I Could nell'album d'esordio da solista Auf der Maur (2004) di Melissa Auf der Maur. Ha suonato con Vincent Gallo nel progetto di rock sperimentale chiamato RRIICCEE (2007).
Nonostante la più volte annunciata reunion della band non si sia concretizzata, nell'aprile del 2012 Courtney Love ha raggiunto Erlandson, Melissa Auf der Maur e Patty Schemel sul palco, in occasione della presentazione del documentario della Schemel Hit So Hard. La band ha suonato due brani Miss World dall'album Live Through This e Over the Edge, una cover dei The Wipers.
Nel 2012 ha pubblicato una raccolta di poesie e saggi intitolata Letters to Kurt, in omaggio alla figura di Kurt Cobain.

## Discografia
Album con le Hole
- 1991 – Pretty on the Inside
- 1994 – Live Through This
- 1997 – My Body, the Hand Grenade (raccolta)
- 1998 – Celebrity Skin